# Mikhaïl Piotrovski
Le professeur Mikhaïl Borissovitch Piotrovski (en russe : Михаи́л Бори́сович Пиотро́вский), né le 9 décembre 1944 à Erevan en république socialiste soviétique d'Arménie, est un orientaliste et islamologue, actuel directeur du musée de l'Ermitage à Saint-Pétersbourg et depuis mai 2013, doyen de la faculté orientale de l'université de Saint-Pétersbourg. 

## Carrière
Mikhaïl Piotrovski est le fils de l'archéologue Boris Piotrovski (1908-1990), futur directeur de l'Ermitage, et de son épouse, également archéologue, Ripsimé Djanpoladian-Piotrovskaïa (1918-2004), d'origine arménienne. De 1961 à 1967, il poursuit ses études à la faculté orientale de l'université de Léningrad au département de philologie arabe. Il passe également un an de formation à l'université du Caire (1965-1966). Il passe sa thèse de doctorat en 1973 et sa thèse de doctorat d'État en 1985 en histoire. Il a le titre de professeur.
En 1967, Mikhaïl Piotrovski entre à l'Institut d'études orientales de l'académie des sciences de Russie dont il gravit les échelons jusqu'au grade de collaborateur scientifique en chef. De 1973 à 1976, il est interprète et enseignant d'histoire du Yémen à l'École supérieure des sciences humaines de la république démocratique populaire du Yémen, puis retourne à l'Institut d'études orientales. Il fait partie de plusieurs expéditions au Yémen à partir de 1983 qu'il dirige en 1989-1990. Il publie le résultat de ses expéditions archéologiques et épigraphiques. Il voyage également dans le Caucase pour ses travaux archéologiques et donne des conférences sur l'histoire arabe dans plusieurs universités du monde arabe.
En 1991, après la disparition de l'URSS, il devient premier directeur adjoint de l'Ermitage et en 1992, directeur. Il s'est fait le héraut de l'ouverture au monde des collections de l'Ermitage. Ainsi des salles spécialement affectées à plusieurs expositions successives d'œuvres de l'Ermitage ont été ouvertes entre l'an 2000 et 2007 à la Somerset House de Londres, une filiale de l'Ermitage a été inaugurée en 2009 à Amsterdam dans l'ancien Amstelhof, palais devenu aujourd'hui le musée de l'Hermitage Amsterdam. De plus, des chefs-d'œuvre des collections de l'Ermitage font l'objet d'expositions régulières dans les musées des grandes capitales du monde.
Le professeur Piotrovski est nommé membre-correspondant de l'Académie des sciences de Russie en 1997. Il est également membre de l'Académie russe des Arts et membre du présidium du Centre scientifique de Saint-Pétersbourg de l'Académie des sciences de Russie. Le professeur Piotrovski est président de l'Union des musées de Russie, de l'Alliance française de Saint-Pétersbourg, rédacteur en chef de la revue « Христианский Восток » (L'Orient chrétien), membre du comité de rédaction de «Восточная коллекция» (Collection orientale), de Manuscripta Orientalia, de la revue Vostok / Oriens. Il fait aussi partie de plusieurs sociétés savantes et de plusieurs comités universitaires. Partisan de Vladimir Poutine, il déclare que la guerre en Ukraine ne change pas le fait que « nous (la Russie) ne serons jamais isolés en tant que partie absolument pleine et égale de l'Europe »; il estime que « la Russie est inséparable de la culture européenne et de l'Europe elle-même » et il ajoute que « nous (les Russes) avons tous été élevés dans la tradition impériale, et l'empire unit de nombreux peuples, unit les gens, trouvant des choses communes et importantes pour tous. ».
Outre ses décorations russes, le professeur Piotrovski est récipiendaire de plusieurs médailles étrangères. Il est par exemple grand officier de l'ordre du Mérite de la République italienne et officier de la Légion d'honneur de la République française.
Il est marié et père de deux enfants.